# Bradford N. Stevens

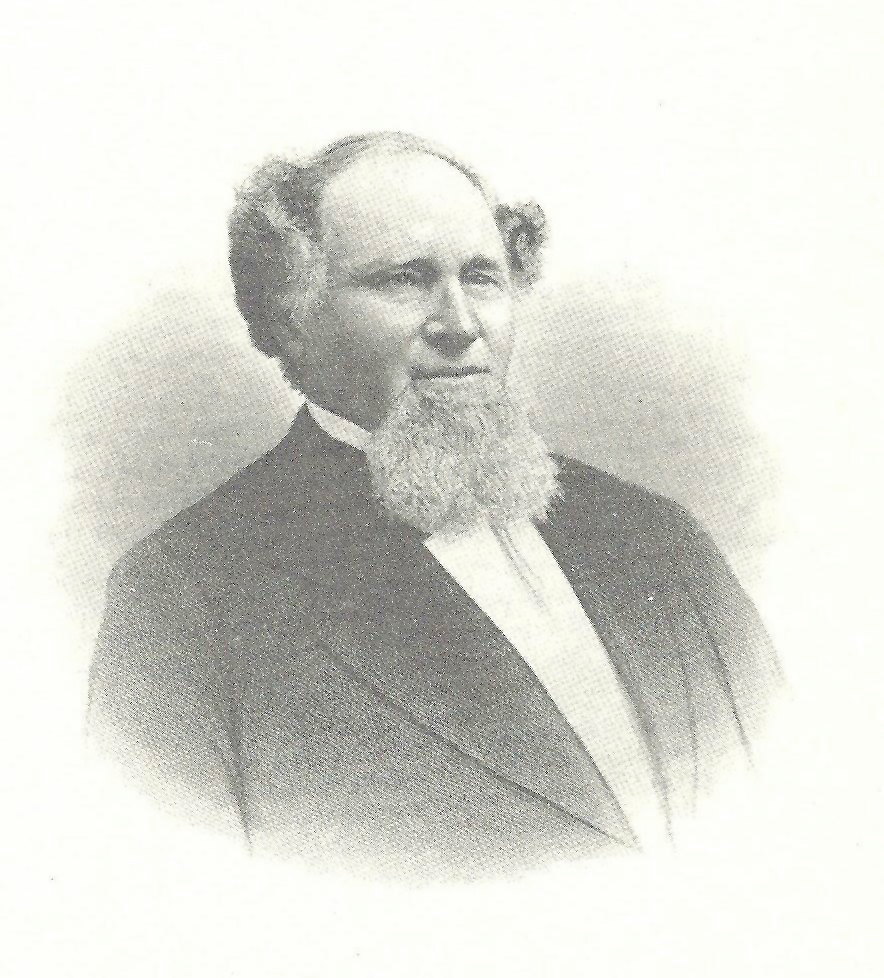
Bradford N. Stevens

Bradford Newcomb Stevens (* 3. Januar 1813 in Boscawen, Merrimack County, New Hampshire; † 10. November 1885 in Tiskilwa, Illinois) war ein US-amerikanischer Politiker. Zwischen 1871 und 1873 vertrat er den Bundesstaat Illinois im US-Repräsentantenhaus.

## Werdegang
Bradford Stevens besuchte die öffentlichen Schulen seiner Heimat und im kanadischen Montreal. Danach studierte er bis 1835 am Dartmouth College in Hanover. In den folgenden sechs Jahren arbeitete er als Lehrer in Hopkinsville (Kentucky) und New York City. 1846 kam er in das Bureau County in Illinois, wo er im Handel und in der Landwirtschaft arbeitete. Er bekleidete außerdem das Amt des County surveyor und war Bürgermeister der Gemeinde Tiskilwa. Politisch war er Mitglied der Demokratischen Partei.
Bei den Kongresswahlen des Jahres 1870 wurde Stevens im fünften Wahlbezirk von Illinois in das US-Repräsentantenhaus in Washington, D.C. gewählt, wo er am 4. März 1871 die Nachfolge des Republikaners Ebon C. Ingersoll antrat. Bis zum 3. März 1873 konnte er eine Legislaturperiode im Kongress absolvieren. Nach dem Ende seiner Zeit im US-Repräsentantenhaus betätigte sich Bradford Stevens wieder im Handel und in der Landwirtschaft. Er starb am 10. November 1885 in Tiskilwa.